# Филон из Мегары
Филон из Мегары (Филон Диалектик, др.-греч. Φίλων; конец IV - начало III в. до н. э.) — древнегреческий философ Мегарской школы, последователь Диодора Крона. 
Известные нам диспуты Филона с его учителем Диодором касаются модальности высказываний и критериев истинности импликаций. В отношении к возможному Филон близок к Аристотелю, утверждая возможность не только того, что есть в настоящем или может быть в будущем (точка зрения Диодора), но также, согласно Филону, возможным является всё то, что потенциально свойственно вещи, например: сгореть для соломинки. Как Филон, так и Диодор искали критерии истинности для высказываний (пропозиций) в соответствии с собственным пониманием возможности. Филон рассматривал как истинные все бинарные логические связки, кроме случаев, когда из истинной посылки следует ложное следствие; в то время, как Диодор допускал только те высказывания, в которых условие не приводит к ложному заключению.
Положения, высказанные Филоном, по настоящее время используются в классической логике высказываний. Век спустя, логика высказываний Филона получила дальнейшее развитие у философа-стоика Хрисиппа.